# The Clown Stays in the Picture
«The Clown Stays in the Picture» (укр. «Клоун залишається на картинці») — чотирнадцята серія тридцятого сезону мультсеріалу «Сімпсони», прем'єра якої відбулась 17 лютого 2019 року у США на телеканалі «Fox».
Серія присвячена пам'яті екскеруючій виробництвом «Сімпсонів» Трісті Наварро, яка померла за 11 днів до того у віці 43 років.

## Сюжет
Їдучи в автобусі до школи, Барт і Ліса слухають подкаст Марка Марона із запрошеним гостем, клоуном Красті. Красті розповідає про проблемну постановку свого режисерського дебюту…
У середині 1980-х кар'єра Красті починає розвиватись після його ролі собачого копа у бойовику «Good Cop Dog Cop» (укр. «Гарний коп — пес-коп»). Перш ніж він погоджуватись на зйомку сиквелу, Красті хоче знятися в екранізації улюбленої книги «Космічні піски». Керівники кіностудії погоджуються зняти провальний фільм, скоротивши витрати, щоб Красті вже не міг їм відмовляти…
Вони знімають фільм у Мексиці та наймають команду аматорів. Більшість жителів Спрінґфілда (серед яких молодий Гомер Сімпсон та його подруга Мардж Був'є) приєднуються до знімальної групи.
Красті звільняє режисера і займає його місце, але виявляється, що він не може приймати жодних рішень. Він бере Мардж в якості його помічниці. З її допомогою, виробництво розпочинається. Однак дівчині важко збалансувати роботу та стосунки з Гомером. Красті стає ревнивим і планує вбити Гомера, даючи йому найнебезпечніші завдання на знімальному майданчику.
Гомера відправляють шукати ящірку в пустелі у піщану бурю, де згодом втрачає свідомість у яру. Він бачить своїх майбутніх дітей — Барта, Лісу та Меґґі — в ролі кактусів, що дає йому волю встати. Однак, його захоплюють мексиканські гангстери. Красті відмовляється платити викуп за нього. Мардж і знімальна група ідуть рятувати його з допомогою бутафорської зброї, вдаючи, що вона справжня. Однак, бандити швидко це помічають. Тоді Мардж цитуючи книгу «Космічні піски» переконує Красті передати фільм викрадачам. Після цього Красті почав знімати тільки програми для дітей.
У фінальній сцені, в теперішній час Красті і Марон подорожують до Мексики і дізнаються, що фільм таки вийшов там як комедія під назвою «El Bozo Loco».

## Виробництво
У вирізаній сцені говорячи про фільми 1980-х Красті жартує: «У наш час фільми створюють гігантські корпорації, але тоді фільми робили середні корпорації».
Для серії планувалась пісня, яку б виконував Пібо Брайсон, але згодом команда забула про це.

## Ставлення критиків і глядачів
Під час прем'єри серію переглянули 2,75 млн осіб з рейтингом 0.9.
Денніс Перкінс з «The A.V. Club» дав серії оцінку B, сказавши, що «цей пікнік „Сімпсонів“ в кінці гри — обнадійливий проблиск винахідливості і неймовірного майже успіху, всупереч механіці шоу-бізнесу».
Тоні Сокол з «Den of Geek» дав серії чотири з п'яти зірок, сказавши, що «серія менш сентиментальна, ніж попередні, що краще для неї. Публіка сміється, коли Красті намагається бути серйозним, і це найкращий урок з усіх».
Згідно з голосуванням на сайті The NoHomers Club більшість фанатів оцінили серію на 2/5 із середньою оцінкою 2,68/5.